# Japan Gold Disc Award
O Japan Gold Disc Award (日本ゴールドディスク大賞) é um prêmio musical do Japão, concedido pela Recording Industry Association of Japan.

## Vencedores
Os artistas vencedores do Grande Prêmio desde a primeira edição do evento são os seguintes:
| Edição | Ano  | Artista Nacional   | Artista Internacional |
| ------ | ---- | ------------------ | --------------------- |
| 1      | 1987 | Akina Nakamori     | Madonna               |
| 2      | 1988 | Rebecca            | The Beatles           |
| 3      | 1989 | Boøwy              | Bon Jovi              |
| 4      | 1990 | Southern All Stars | Madonna               |
| 5      | 1991 | Yumi Matsutoya     | Madonna               |
| 6      | 1992 | Chage & Aska       | Guns n' Roses         |
| 7      | 1993 | Chage & Aska       | Madonna               |
| 8      | 1994 | Wands              | The Beatles           |
| 9      | 1995 | TRF                | Mariah Carey          |
| 10     | 1996 | TRF                | Mariah Carey          |
| 11     | 1997 | Namie Amuro        | Me & My               |
| 12     | 1998 | Glay               | Celine Dion           |
| 13     | 1999 | B'z                | Celine Dion           |
| 14     | 2000 | Hikaru Utada       | Celine Dion           |
| 15     | 2001 | Ayumi Hamasaki     | The Beatles           |
| 16     | 2002 | Ayumi Hamasaki     | Backstreet Boys       |
| 17     | 2003 | Hikaru Utada       | Avril Lavigne         |
| 18     | 2004 | Ayumi Hamasaki     | Twelve Girls Band     |
| 19     | 2005 | Orange Range       | Queen                 |
| 20     | 2006 | Kumi Koda          | O-Zone                |
| 21     | 2007 | Kumi Koda          | Daniel Powter         |
| 22     | 2008 | Exile              | Avril Lavigne         |
| 23     | 2009 | Exile              | Madonna               |
| 24     | 2010 | Arashi             | The Beatles           |
| 25     | 2011 | Arashi             | Lady Gaga             |
| 26     | 2012 | AKB48              | Lady Gaga             |
| 27     | 2013 | AKB48              | Che'Nelle             |
| 28     | 2014 | AKB48              | One Direction         |
| 29     | 2015 | Arashi             | One Direction         |
| 30     | 2016 | Arashi             | The Beatles           |
| 31     | 2017 | Arashi             | Ariana Grande         |
| 32     | 2018 | Namie Amuro        | The Beatles           |
| 33     | 2019 | Namie Amuro        | Queen                 |